# Acopa carina
Acopa carina är en fjärilsart som beskrevs av Harvey 1874. Acopa carina ingår i släktet Acopa och familjen nattflyn. Inga underarter finns listade i Catalogue of Life.